# Maria Bergmann (pianista)
Maria Bergmann (* 15 de febrero de 1918 en Höchst/Odenwald; † 4 de enero de 2002 probablemente en Baden-Baden) fue una pianista alemana. En 1946, el año en que se fundó Südwestfunk, se convirtió en su primera pianista para sus emisiones de radio.

## Vida
Maria Bergmann aprendió a tocar el piano de forma autodidacta y desde los 12 años recibió lecciones de piano. Con una beca estudió piano en el Conservatorio de Wiesbaden.
En 1936 hizo su primer concierto como pianista. En 1938 fue certificada como solista de piano por la Cámara de Radiodifusión del Reich de Frankfurt. Luego consiguió su primer compromiso radiofónico. A petición de Heinrich Strobel, jefe del departamento de música de la Südwestfunk (SWF), recién fundada en 1946, fue contratada el 1 de enero de 1946.
Tocó en vivo en numerosos programas de radio y acompañó a muchos solistas conocidos en grabaciones de estudio. Debido a su versatilidad, fiabilidad y perfección, también fue muy popular entre los directores, incluidos Karlheinz Stockhausen, Igor Stravinsky, Rafael Kubelík, Josef Schelb y Pierre Boulez. 
Como era el caso de muchos de los pianistas de los estudios de radio, Maria Bergmann fue llamada a menudo para realizar conciertos y acompañar a los principales artistas. Entre aquellos con los que tocó estaban los violinistas Arthur Grumiaux, Henryk Szerynk, los violonchelistas Pierre Fournier y Janos Starker, y la soprano Suzanne Danco.
El fenomenal estilo de Maria Bergmann destaca en sus interpretaciones de las primeras sonatas de Haydn, ajustadas al estilo neobarroco de Scarlatti y en el hermoso quinteto de Henri Pousseur dedicado a la memoria de Anton Webern.
Durante su carrera de 36 años, grabó más de 2000 obras musicales. En 1982 se retiró.
El 24 de abril de 1999, Maria Bergmann recibió la Medalla al Mérito del Estado de Baden-Württemberg en el Palacio de Ludwigsburg.
Con motivo de su 80 cumpleaños, Maria Bergmann dio el 15 de febrero de 1998 como parte de una matinée festiva en el Hans Rosbaud Studio de SWR en Baden-Baden un último concierto público. Murió a la edad de casi 84 años el 4 de enero de 2002 y encontró su lugar de descanso final en Baden-Baden.

## Honores
- 1984: Cruz al Mérito de la República Federal de Alemania
- 1999: Medalla al Mérito del Estado de Baden-Württemberg (hoy Orden del Mérito)[2]